# Oamenii din Peștera Căprioara Roșie

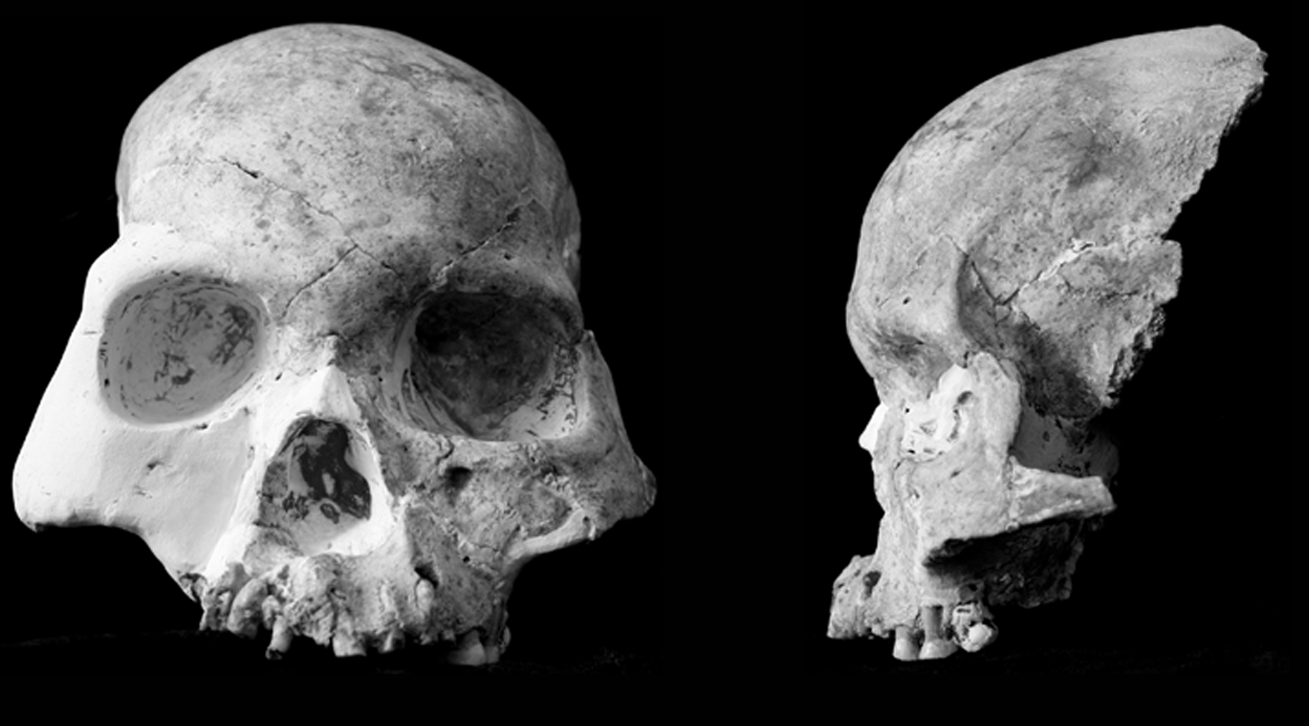
alt = Reconstructed skull

Oamenii din Peștera Căprioara Roșie este numele dat mai multor fosile din genul Homo, care datează de acum 11.500 - 14.500 de ani în urmă, descoperite în China în peștera Căprioara Roșie, provincia Yunnan și în peștera Longlin, provincia Guangxi. 
Fosilele prezintă un amestec de caracteristici arhaice și moderne și se crede că reprezentă o supraviețuire tardivă a unei specii umane arhaice, sau a unei populații hibride de hominin Denisovan și oameni moderni sau doar „oameni moderni timpurii robuști, probabil cu afinități cu melanesienii moderni".
Săpăturile au arătat că mai multe căprioare mari roșii au fost consumate în peștera Maludong.

## Descoperire și datare

Mandibule

În 1979, craniul parțial aparținând genului Homo a fost descoperit în Peștera Longlin din regiunea Guangxi, China. Rămășițe umane suplimentare au fost excavate din Maludong („Peștera Căprioara Roșie”; chineză: 马鹿洞), provincia Yunnan, în 1989.
În 2012, fosilele din Peștera Căprioara Roșie au fost indirect datate cu radiocarbon între 14.300 și 12.600 de ani în urmă, folosind cărbune găsit în depozitele fosile. Fosila unică de la Longlin a fost datată la 11.500 de ani în urmă (vârsta medie calibrată 11.510 ± 255 95% CI).

## Anatomie
În ciuda vârstei lor relativ recente, fosilele prezintă caracteristici umane arhaice. Locuitorii din Peștera Căprioara Roșie aveau trăsături distinctive care diferă de oamenii moderni: fața plată, nasul larg, maxilarul împins în față lipsit de bărbiile oamenilor moderni, molari mari, sprâncene proeminente, oasele craniului groase și creier cu dimensiuni moderate. Tomografiile cu raze X au demonstrat că aveau lobii frontali foarte asemănători cu cei ai oamenilor moderni, însă lobii parietali au o structură arhaică. Ca și alți oameni pre-moderni, mărimea corpului lor era mică, cu o masă estimată la 50 kg.

## Clasificare
Experții sunt reticenți în clasificarea oamenilor din Peștera Căprioara Roșie drept o nouă specie. S-ar putea să reprezinte o linie umană arhaică necunoscută sau să fie rezultatul împerecherii dintre Denisovani și oamenii moderni, sau o populație umană complet anatomic modernă, cu fiziologie neobișnuită. Cercetările arată că oamenii din Peștera Căprioara Roșie seamănă cu mai multe linii arhaice precum Homo erectus sau Homo habilis. Încercările de a izola ADN-ul din fosile nu au avut succes.